# Shalës (gmina Barmash)
Shalës – wieś położona w południowo-wschodniej części Albanii w gminie Barmash. Wieś znajduje się 140 kilometrów od stolicy państwa, Tirany.